# Clarkia dudleyana
Clarkia dudleyana là một loài thực vật có hoa trong họ Anh thảo chiều. Loài này được (Abrams) J.F.Macbr. mô tả khoa học đầu tiên năm 1918.